# ريانا 777 دكيومنتري... 7 كونتريز 7 دايز 7 شوز
ريانا 777 دكيومنتري... 7 كنتريز 7 ديز 7 شوز هو ثالث ألبوم مباشر مصور من قبل المغنية البربادوسية ريانا. صدر لأول مرة في 7 مايو، 2013 من قبل تسجيلات ديف جام. نسخة محررة بثت يوم 6 مايو على شبكة فوكس التلفزيونية. سيضم مشاهد من وراء الكواليس للمغنية في 777 تور، جولة مكونة من سبعة عروض حيث غنت في سبع مدن مختلفة في سبعة بلدان مختلفة وكان يرافقها مجموعة من المعجبين وأكثر من 150 صحفي. لترويج ألبوم ريانا الإستديو السابع أنبولجتك (2012)، تعرضت الجولة انتقادات من الصحفيين الذين كانوا معها واشتكوا من محدودية الوصول إليها.

## الخلفية والإصدار
لمواصلة ترويج أنبولجتك، في 14 نوفمبر، 2012، شرعت ريانا في جولة ترويجية لمدة سبعة أيام بعنوان 777 تور. غنت في سبع حفلات في كل من مدينة مختلفة في أمريكا الشمالية وأوروبا في سبعة أيام لترويج ألبومها الجديد عندما صدر. تم ترويج الجولة ودعمها من خلال شركة إتش تي سي، وخلال 777 تور، انضم مع ريانا نخبة من المعجبين و150 من الصحفيين الذين كانوا يمثلون 82 بلداً. حلقوا مع المغنية على متن بوينغ 777 توينجت مستأجرة إلى أماكن العروض. بدأت 777 تور يوم 14 نوفمبر في مكسيكو سيتي وواصلت يوم 15 نوفمبر في تورونتو، 16 نوفمبر في ستوكهولم، 17 نوفمبر في باريس، 18 نوفمبر في برلين، 19 نوفمبر في لندن وانتهت في 20 نوفمبر في نيويورك سيتي.
تم الإعلان عن الفيلم الوثائقي في 19 مارس، 2013. ريانا 777 بثت يوم 6 مايو على شبكة فوكس التلفزيونية في الولايات المتحدة. ريانا 777 في شكل دي في دي صدر يوم 7 مايو في أستراليا، كندا، ألمانيا،  إيطاليا،  اليابان،  إسبانيا،  السويد  وفي الولايات المتحدة،  يوم 10 مايو في هولندا  وبولندا  يوم 3 يونيو في فرنسا.

## الرسوم البيانية
| الرسم البياني (2008)                           | المركز | المصادر |
| ---------------------------------------------- | ------ | ------- |
| بلجيكا (Wallonia Music DVD Chart)              | 2      | [ 11 ]  |
| جمهورية التشيك (Music DVD Chart)               | 18     | [ 12 ]  |
| هولندا (Music DVD Chart)                       | 28     | [ 13 ]  |
| إيطاليا (Music DVD Chart)                      | 19     | [ 14 ]  |
| إسبانيا (Music Video Chart)                    | 15     | [ 15 ]  |
| سويسرا (Music DVD Chart)                       | 9      | [ 6 ]   |
| الولايات المتحدة (Billboard Music Video Sales) | 7      | [ 7 ]   |

## تاريخ الإصدار
| الدولة           | التاريخ       | نوع الإصدار | الشركة المنتجة      | المصادر |
| أستراليا         | 7 مايو 2013   | دي في دي    | يونيفرسال الموسيقية | [ 5 ]   |
| كندا             | 7 مايو 2013   | دي في دي    | ديف جام             | [ 1 ]   |
| ألمانيا          | 7 مايو 2013   | دي في دي    | يونيفرسال الموسيقية | [ 2 ]   |
| إيطاليا          | 7 مايو 2013   | دي في دي    | يونيفرسال الموسيقية | [ 5 ]   |
| اليابان          | 7 مايو 2013   | دي في دي    | يونيفرسال الموسيقية | [ 6 ]   |
| إسبانيا          | 7 مايو 2013   | دي في دي    | يونيفرسال الموسيقية | [ 7 ]   |
| السويد           | 7 مايو 2013   | دي في دي    | يونيفرسال الموسيقية | [ 8 ]   |
| الولايات المتحدة | 7 مايو 2013   | دي في دي    | ديف جام             | [ 6 ]   |
| هولندا           | 10 مايو، 2013 | دي في دي    | يونيفرسال الموسيقية | [ 9 ]   |
| بولندا           | 10 مايو، 2013 | دي في دي    | يونيفرسال الموسيقية | [ 10 ]  |
| فرنسا            | 3 يونيو، 2013 | دي في دي    | ديف جام             | [ 6 ]   |
| ---------------- | ------------- | ----------- | ------------------- | ------- |